# Fjädrundaland

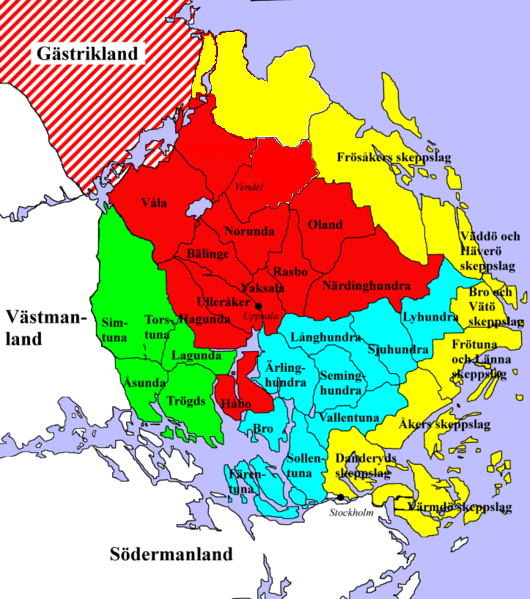
Folklanden i Svitjod (Uppland/Gästrikland)
Tiundaland
Attunda
Roden
Fjädrundaland

Fjädrundaland, som med tiden ändrats till Fjärdhundraland, är ett historiskt geografiskt område och ett av de forna tre folklanden i nuvarande Uppland. Fjädrundaland omfattade ursprungligen fyra hundaren, men år 1314 fem.
Idag motsvaras området av Trögds, Åsunda, Lagunda härad  samt Torstuna och Simtuna härad i Uppsala län. Fjädrundaland var i likhet med de andra folklanden en egen lagsaga fram till 1296, då det sammanslogs med Tiundaland, Attundaland och Roden till Upplands lagsaga.
Centralort i Fjädrundaland var Enköping, omtalat redan på 1120-talet i den så kallade Florenslistan från 1103, i sin latinska form "Fedundria".
Det saknas källor för namn på lagmän för lagsagan.
Fjädrundaland har även gett namn åt samhället Fjärdhundra norr om Enköping, liksom till det nutida turismområdet Fjärdhundraland.